# Marie-Jeanne Dumont
Pour les articles homonymes, voir Dumont.
Marie-Jeanne Dumont, née en 1955 en Tunisie, est architecte DPLG et historienne. Enseignante à l’École nationale supérieure d'architecture de Paris-Belleville, elle a été secrétaire générale de la Commission du Vieux Paris de septembre 2007 à mai 2011.
Elle est l'auteure de nombreux ouvrages sur l’histoire de l’architecture moderne, notamment à Paris.

## Publications
- La brique à Paris, exposition... présentée au Pavillon de l'Arsenal, [Paris] du 16 mai au 25 août 1991..., 219 p., Ed. du Pavillon de l'Arsenal : Picard, 1991, autre auteur du texte : Bernard Marrey
- Paris arabesques, architectures et décors arabes et orientalisants à Paris, 149 p., Paris : E. Koehler : Institut du monde arabe : Caisse nationale des monuments historiques et des sites, 1988, Illustrateur : Rodolphe Hammadi
- Paris-Banlieue, 1919-1939, architectures domestiques, 239 p., Paris : Dunod, 1989, autres auteurs du texte : Paul Chemetov, Bernard Marrey
- Le logement social à Paris, 1850-1930, les habitations à bon marché[2], 192 p., Liège : Mardaga, cop. 1991
- La SADG 1 - 1877-1939, histoire d'une société d'architectes, 164 p., Paris : Société française des architectes, 1989, autre auteur du texte : Tribune d'histoire de l'architecture. France
- Correspondance croisée, 1910-1955, 1 vol. (859 p.), Paris : Éditions du Linteau, DL 2014, auteur du texte : Le Corbusier (1887-1965), William Ritter (1867-1955)
- Lettres à Auguste Perret, 255 p., Paris : Éd. du Linteau, 2002, auteur du texte : Le Corbusier (1887-1965)
- Lettres à Charles L'Eplattenier, 1 vol. (313 p.), Paris : Éd. du Linteau, cop. 2006, auteur du texte : Le Corbusier (1887-1965)
- La Fondation Rothschild et les premières habitations à bon marché de Paris - 1900-1925, 281 f, Paris : Ministère de l'urbanisme et du logement, 1984, auteur du texte : Bureau de la recherche architecturale et urbaine, Groupe Histoire, architecture, mentalités urbaines. Paris